# Gustav Adolf Benrath (Theologe, 1889)
Gustav Adolf Benrath  (* 24. Juli 1889 in Bonn; † 28. Mai 1960 in Heidelberg) war ein deutscher evangelischer Theologe und Pfarrer.

## Leben
Benrath, Sohn des Theologieprofessors und Kirchenhistorikers Karl Benrath, studierte nach seinem 1907 am Königlichen Wilhelms-Gymnasium in Königsberg  abgelegten Abitur bis 1910 an den Universitäten in Königsberg, Marburg und Halle Evangelische Theologie. Das Erste Theologische Examen legte er im Juli 1910 in Königsberg vor dem Konsistorium der Evangelischen Kirche der Altpreußischen Union (damals: Evangelische Landeskirche der älteren Provinzen Preußens) ab. Nach anschließendem Auslandsvikariat in Barcelona und Vikariat am Domstift in Berlin bestand er im September 1912 in Königsberg das Zweite Theologische Examen.
Es folgten eine kurze Vertretungsphase im Seemannspastorat in Edinburgh und eine Studienreise im Frühjahr 1913 zu einer deutschen evangelischen Kolonistengemeinde in Brasilien. Nach Ausbruch des Ersten Weltkriegs kam er als Kriegsfreiwilliger an die Ostfront. Im Oktober 1915 wurde er ordiniert und zum Lazarettdienst beim Militär-Oberpfarramt in Königsberg eingesetzt. Seit Oktober 1916 war er Pfarrverwalter in  Frauenburg (Ermland), Ostpreußen.
Mit einer bereits 1913 von  dem Professor für Praktische Theologie Johannes Bauer angeregten Arbeit über Schleiermachers Bekenntnispredigten von 1830 wurde Benrath 1917 bei Alfred Uckeley, Professor für Praktische Theologie, an der Albertus-Universität Königsberg zum Lic. theol. promoviert.
Von 1921 bis 1928 hatte er die Pfarrstelle an der Trinitatiskirche in der Freien Stadt Danzig inne. Danach wechselte er in die badische Landeskirche, wo er erster Pfarrer der 1928 neu geschaffenen Lukaspfarrei des Karlsruher Stadtteils Mühlburg wurde. Nachdem dort sein Haus im Zweiten Weltkrieg ausgebombt war, übernahm Benrath 1944 eine Pfarrvertretung in Wilhelmsfeld und 1945 im benachbarten Schönau (Odenwald). Im August 1946 trat er seinen Pfarrdienst in Neckarmühlbach an, wo er im Februar 1947 nachträglich in sein Amt eingeführt wurde. Zum 1. März 1950 schied er aus dem kirchlichen Dienst. Seinen Ruhestand verbrachte er in dem Heidelberger Stadtteil Pfaffengrund. Nach den Erfahrungen der beiden Weltkriege waren ihm Trostpredigten und Trostschriften ein seelsorgerliches Anliegen.

## Familie
Aus der Ehe mit Gertrud Benrath (1889–1972), Tochter von Johannes Bauer, gingen vier Kinder hervor. Durch die Namensgleichheit Gustav Adolf Benraths mit seinem jüngsten Sohn, dem  Kirchenhistoriker Gustav Adolf Benrath (1931–2014), finden sich in Literatur und Datenbanken oftmals fehlerhafte Zuweisungen der Autorschaft.

## Forschungsschwerpunkte
Benraths Forschungsschwerpunkte lagen in der Schnittstelle von Praktischer Theologie und Kirchengeschichte. Sein Interesse galt insbesondere Friedrich Schleiermacher und den Königsberger Reformatoren und deren Beitrag zu Fragen von Bekenntnis und Agende.

## Schriften (Auswahl)
- Schleiermachers Bekenntnispredigten von 1830, ihrer Entstehung und ihrem Inhalt nach untersucht und dargestellt. Inaugural-Dissertation zur Erlangung der Lizentiatenwürde der hohen Theologischen Fakultät der Königl. Albertus-Universität zu Königsberg i. Pr. Hartung, Königsberg i. P. 1917, bei DNB.
- Wie die Königsberger Reformatoren echtprotestantische Kultprinzipien früher und reiner verwirklichten als Luther. Geschichtlicher Beitrag zu d. Problemen der Agendenreform (= Schriften der Synodalkommission für ostpreußische Kirchengeschichte, Band 23). Beyer, Königsberg 1920. Digitalisat
- Wie geht es unseren Gefangenen und Vermißten? Trostbrief. Heidelberger Verlagsanstalt, Heidelberg 1945.OCLC 312583917
- Heidelbergs drei theologische Fakultäten 1803-1807 im Blick auf die Unionspolitik Karl Friedrichs. In: Neue Heidelberger Jahrbücher N.F. 1952/53, S. 81–97. Digitalisat
- Paul Gerhardt hilft uns leiden lernen. Predigt aufgrund unbekannter Lieder Paul Gerhardts zu s. 350. Geburtstag, 12. März 1957. Heidelberg 1957, bei DNB.
- Paul Gerhardt befreit uns von Zweifeln an Gott wegen Krieg und Leiden. Predigt aufgrund unbekannter Lieder Paul Gerhardts zum 350. Geburtstag d. Dichters. Heidelberg 1957, bei DNB.